# Гаврилово (Ногинский район)
Гаври́лово — деревня в Богородском городском округе Московской области России, входит в состав сельского поселения Мамонтовское.

## Население
| 1852 | 1859 | 1890 | 1926 | 2002 | 2006 | 2010 |
| ---- | ---- | ---- | ---- | ---- | ---- | ---- |
| 206  | ↗342 | ↘149 | ↗583 | ↘95  | ↘80  | ↗86  |

## География
Деревня Гаврилово расположена на северо-востоке Московской области, в северо-восточной части Богородского городского округа, примерно в 49 км к востоку от Московской кольцевой автодороги и 13 км к северо-востоку от центра города Ногинска, по левому берегу реки Шерны бассейна Клязьмы.
В 10 км к югу от деревни проходит Горьковское шоссе М7, в 12 км к западу — Московское малое кольцо А107, в 13 км к востоку — Московское большое кольцо А108. Ближайшие населённые пункты — село Мамонтово, деревни Калитино, Следово и Тимково.
В деревне три улицы — Калинина, Ленина и Луговая.
Связана автобусным сообщением со станцией Ногинск Горьковского направления Московской железной дороги.

## История
В середине XIX века деревня относилась ко 2-му стану Богородского уезда Московской губернии, принадлежала действительному статскому советнику Николаю Гавриловичу Рюмину и губернскому секретарю Александре Ивановне Заливской, в деревне было 37 дворов, крестьян 99 душ мужского пола и 107 душ женского.
В «Списке населённых мест» 1862 года — владельческая деревня 2-го стана Богородского уезда Московской губернии по левую сторону Владимирского шоссе (от Богородска), в 20 верстах от уездного города и 34 верстах от становой квартиры, при реке Шарне, с 42 дворами и 342 жителями (160 мужчин, 182 женщины).
По данным на 1890 год — деревня Буньковской волости 2-го стана Богородского уезда с 149 жителями, при деревне были две полушёлковые фабрики.
В 1913 году — 101 двор и земское училище.
По материалам Всесоюзной переписи населения 1926 года — центр Гавриловского сельсовета Пригородной волости Богородского уезда в 12,8 км от Владимирского шоссе и 14,9 км от станции Богородск Нижегородской железной дороги, проживало 583 жителя (253 мужчины, 330 женщин), насчитывалось 105 хозяйств, из которых 48 крестьянских, имелась школа 1-й ступени, работала бумаго-ткацкая артель.
С 1929 года — населённый пункт Московской области.
Административно-территориальная принадлежность
1929—1930 гг. — центр Гавриловского сельсовета Павлово-Посадского района (до 09.10.1929) и деревня Следовского сельсовета Богородского района.
1930—1954 гг. — деревня Следовского сельсовета Ногинского района.
1954—1959 гг. — деревня Тимковского сельсовета Ногинского района.
1959—1963, 1965—1994 гг. — деревня Мамонтовского сельсовета Ногинского района.
1963—1965 гг. — деревня Мамонтовского и Тимковского (31.08.1963—14.01.1964) сельсоветов Орехово-Зуевского укрупнённого сельского района.
1994—2006 гг. — деревня Мамонтовского сельского округа Ногинского района.
2006—2018 гг. — деревня сельского поселения Мамонтовское Ногинского муниципального района.
С 2018 года — деревня сельского поселения Мамонтовское Богородского городского округа.